# کارجگه
کارجگه (به ایتالیایی: Cargeghe) یک کومونه در ایتالیا است که در استان ساساری واقع شده‌است.

## خصوصیات
کارجگه ۱۲٫۱ کیلومترمربع مساحت و ۶۲۹ نفر جمعیت دارد و ۳۳۳ متر بالاتر از سطح دریا واقع شده‌است.